# My Boy Lollipop
Singles de Millie Small
Don't You Know
(1963) Sweet William
(1964)
My Boy Lollipop est une chanson du milieu des années 1950 dont l'écriture est attribuée à Robert Spencer, Morris Levy et Johnny Roberts. En 1956, elle est enregistrée par Barbie Gaye et a un petit succès. C'est cependant la version de Millie Small, enregistrée en Grande-Bretagne en 1964, qui est restée la plus célèbre en raison de l'énorme succès qu'elle obtint aussi bien au Royaume-Uni qu'aux États-Unis. Considérée comme le premier tube ska, elle culmina en n°2 des Charts britanniques en mai 1964.
La chanson a été presque immédiatement adaptée en français avec un texte de Frank Gérald sous le titre C'est toi mon idole (1964), chantée en France par les Gam's et Agnès Loti, et au Québec par Renée Martel.
Elle a par la suite connu de nombreuses autres reprises, par exemple par Bad Manners, The Skatalites, Lulu, The King Blues, Busi Mhlongo, Amy Winehouse, Steven Seagal, ou en Allemagne par Heidi Bachert, ou en République Tchèque par Yvonne Prsenosilova.